# Jimmy Smits
Jimmy L. Smits (ur. 9 lipca 1955 w Nowym Jorku) – amerykański aktor i producent filmowy i telewizyjny pochodzenia portorykańskiego. Laureat nagrody Złotego Globu (1996).
W 2021 otrzymał własną gwiazdę w Alei Gwiazd w Los Angeles znajdującą się przy 6100 Hollywood Boulevard.

## Życiorys

### Wczesne lata
Urodził się i dorastał w pobożnej rodzinie rzymskokatolickiej Emiliny (z domu Pola; 1930–2015), portorykańskiej pielęgniarki, i Cornelisa Leenderta Smitsa (1929–2015), dyrektora fabryki technik drukowania bezpośredniego, surinamskiego imigranta z holenderskim pochodzeniem. Wychowywał się z dwiema siostrami: Yvonne i Dianą.
Uczęszczał do Thomas Jefferson High School w nowojorskim Brooklynie. W 1980 ukończył studia na wydziale teatralnym Brooklyn College. W 1982 otrzymał tytuł magistra na Uniwersytecie Cornella w Ithace, w stanie Nowy Jork. Był aresztowany za swój udział w protestach przeciwko Marynarce Wojennej Stanów Zjednoczonych praktykującej bombardowanie na brzegu wyspy Vieques w Portoryko.

### Kariera
Swoją karierę zapoczątkował występem na scenie Off-Broadwayu w szekspirowskiej tragedii Hamlet (1982) na New York Shakespeare Festival, Małe wygrane (Little Victories) z Lindą Hunt oraz przedstawieniu Ballada o Soapy Smith (The Ballad of Soapy Smith, 1984).
Przed kamery telewizyjne trafił po raz pierwszy w jednym z odcinków serialu NBC Policjanci z Miami (Miami Vice, 1994) w roli Eddiego Rivery, tylko na krótko pierwszego oryginalnego partnera Sonny’ego Crocketta (Don Johnson), który zostaje zabity. Jego debiutem kinowym był film Zapomnieć o strachu (Running Scared, 1986) u boku Billy’ego Crystala, Stevena Bauera i Joego Pantoliano. W obrazie Stary Gringo (Old Gringo, 1989) jego ekranowymi partnerami byli Jane Fonda i Gregory Peck. Uznanie w oczach telewidzów i krytyków zdobył rolą adwokata Victora Sifuentesa w serialu NBC Prawnicy z Miasta Aniołów (L.A. Law, 1986-92), za którą otrzymał nagrodę Emmy i nominację do Złotego Globu. Był gospodarzem programu rozrywkowego NBC Saturday Night Live (1990).
Wcielił się w postać króla Salomona w telefilmie biblijnym Showtime Król Salomon i królowa Saby (Solomon & Sheba, 1995) z Halle Berry w roli królowej Saby. Powszechną sławę zdobył jako senator Bail Organa w filmie sci-fi Gwiezdne wojny: część II – Atak klonów (Star Wars: Episode II – Attack of the Clones, 2002) i sequelu Gwiezdne wojny: część III – Zemsta Sithów (Star Wars: Episode III – Revenge of the Sith, 2005). Rola detektywa Bobby’ego Simone w serialu ABC Nowojorscy gliniarze (NYPD Blue, 1994-98) przyniosła mu nagrodę Złotego Globu.
Wziął udział w koncertach charytatywnych: America: A Tribute to Heroes (2001) i Live 8 (2005).
W 2003 zadebiutował na Broadwayu jako Juan Julian w sztuce Anna w tropikach.
Smits przekazał darowizny kilku organizacjom, w tym Czerwonemu Krzyżowi, New York Cares i Stand up to Cancer.

## Życie osobiste
Od 10 czerwca 1980 do 1987 był żonaty z Barbarą Smits, z którą ma dwójkę dzieci: córkę Tainę (ur. 1973) i syna Joaquina (ur. 1983). Od 1986 związał się z aktorką Wandą De Jesus, która zagrała m.in. w filmie Krwawa profesja z Clintem Eastwoodem i Anjelicą Huston. Zamieszkali razem w Los Angeles.

## Filmografia

### Filmy fabularne
- 1986: Zapomnieć o strachu (Running Scared) jako Julio Gonzales
- 1987: Wyznawcy zła (The Believers) jako Tom Lopez
- 1987: Hotshot jako pamiętna gwiazdna zespołu
- 1989: Stary Gringo (Old Gringo) jako generał Tomas Arroyo
- 1990: Oznaki życia (Vital Signs) jako David Redding
- 1991: Switch: Trudno być kobietą (Switch) jako Walter Stone
- 1993: Rażące wykroczenie (Gross Misconduct) jako Justin Thorne
- 1995: Moja rodzina (My Family) jako Jimmy Sanchez
- 2000: Million Dollar Hotel (The Million Dollar Hotel) jako Geronimo
- 2000: Cena sławy (Price of Glory) jako Arturo Ortega
- 2000: Próba sił (Bless the Child) jako John Travis
- 2002: Gwiezdne wojny: część II – Atak klonów (Star Wars: Episode II – Attack of the Clones) jako senator Bail Organa
- 2005: Gwiezdne wojny: część III – Zemsta Sithów (Star Wars: Episode III – Revenge of the Sith) jako senator Bail Organa
- 2007: Rozważni i romantyczni – Klub miłośników Jane Austen (The Jane Austen Book Club) jako Daniel Avila
- 2009: Matka i dziecko (Mother and Child) jako Paco
- 2009: Backyard jako Mickey Santos
- 2016: Łotr 1. Gwiezdne wojny – historie (Rogue One: A Star Wars Story) jako Bail Organa
- 2017: Who We Are Now jako Carl

### Filmy TV
- 1986: Rockabye jako drugi policjant
- 1987: Przerażenie na Blacktop (The Highwayman) jako Bo Ziker
- 1987: Niebezpieczne uczucie (Stamp of a Killer) jako Richard Braden
- 1988: Sześćdziesiąte urodziny Mickeya (Mickey’s 60th Birthday) jako Victor Sifuentes
- 1993: Stukostrachy (The Tommyknockers) jako Jim ‘Gard’ Gardner
- 1994: Cisco Kid (The Cisco Kid) jako Cisco Kid
- 1995: Salomon i królowa Saby (Solomon & Sheba) jako król Salomon

### Seriale TV
- 1984: Policjanci z Miami (Miami Vice) jako Eddie Rivera
- 1986: Spenser: For Hire jako Hector Valdes
- 1986-1992: Prawnicy z Miasta Aniołów (L.A. Law) jako Victor Sifuentes
- 1990: Saturday Night Live jako gospodarz
- 1994-1998, 2004: Nowojorscy gliniarze (NYPD Blue) jako detektyw Bobby Simone
- 2004-2006: Prezydencki poker (The West Wing) jako kongresmen Matt Santos
- 2008: Dexter jako Miguel Prado
- 2010: The Tonight Show jako gość
- 2012–2014: Synowie Anarchii jako Neron ‘Nero’ Padilla
- 2016-2017: The Get Down jako Francisco ‘Papa Fuerte’ Cruz
- 2019: Bluff City Law jako Elijah Strait
- 2022: Obi-Wan Kenobi jako senator Bail Organa

## Nagrody
| Rok  | Nagroda                           | Kategoria                                           | Tytuł                     |
| ---- | --------------------------------- | --------------------------------------------------- | ------------------------- |
| 1990 | Nagroda Emmy                      | Najlepszy aktor drugoplanowy w serialu dramatycznym | Prawnicy z Miasta Aniołów |
| 1995 | Nagroda Gildii Aktorów Ekranowych | Wybitna kreacja obsady w serialu dramatycznym       | Nowojorscy gliniarze      |
| 1996 | Złoty Glob                        | Najlepszy aktor w serialu dramatycznym              | Nowojorscy gliniarze      |
| 1998 | Nagroda Satelita                  | Najlepszy aktor w serialu dramatycznym              | Nowojorscy gliniarze      |
| 2006 | ALMA Award                        | Wybitny aktor w serialu dramatycznym                | Prezydencki poker         |
| 2009 | Nagroda Saturn                    | Najlepsza rola gościnna w telewizji                 | Dexter                    |